# Leucochrysa explorata
Leucochrysa explorata är en insektsart som först beskrevs av Hagen 1861.  Leucochrysa explorata ingår i släktet Leucochrysa och familjen guldögonsländor. Inga underarter finns listade i Catalogue of Life.